# Карл Вольф (солдат)
Не плутати з обергруппенфюрером СС Карлом Вольфом!
Карл Вольф (нім. Karl Wolf; 17 грудня 1913, Зібенбрунн, Німецька імперія — 2005, Велика Британія) — обер-фельдфебель вермахту, кавалер Лицарського хреста Хреста Воєнних заслуг з мечами.

## Нагороди[1]
- Хрест Воєнних заслуг 2-го і 1-го класу з мечами
- Лицарський хрест Хреста Воєнних заслуг з мечами (21 лютого 1944) — як обер-фельдфебель 84-го гренадерського полку 102-ї піхотної дивізії «Бранденбург».